# Obages cameroni
Obages cameroni là một loài bọ cánh cứng trong họ Cerambycidae.